# Subaru World Rally Team
Subaru World Rally Team fue el equipo oficial de Subaru que compitió en el Campeonato Mundial de Rally. Tenía su sede en Banbury, Reino Unido y era gestionado por la empresa británica Prodrive, siendo su director David Richards. Aunque participó oficialmente entre 1986 y 1988 no fue hasta 1990 cuando la marca japonesa firmó un contrato con Prodrive para que esta gestionara su participación en el campeonato. De esta manera el equipo también fue conocido como Fuji Heavy Industries (1986-1988), STI Europe (1990), Subaru Rally Team Europe (1991-1992), 555 Subaru Rally Team Europe (1993), 555 Subaru World Rally Team (1995-1998, 2002-2004) y Subaru World Rally Team (1999-2001, 2005-2008).
En los años 1980 la marca compitió en el Subaru RX Turbo casi exclusivamente en el Rally Safari y a partir de 1990 lo hizo con el Subaru Legacy RS ya en varias pruebas del calendario. En 1991 y 1992 logró sus primeros podios y en 1993 dispuso del Subaru Impreza 555 (grupo A) el mismo año en el que obtuvo su primera victoria, en el Rally de Nueva Zelanda con Colin McRae. Con el Subaru Impreza participó hasta 1996 obteniendo once victorias, un título de pilotos (en 1995 con Colin McRae) y dos de marcas (1995 y 1996). En 1997 débutó el Subaru Impreza WRC vehículo que contó con doce evoluciones, y con el que compitió hasta su último año, en 2008, logrando un total de treinta y cinco victorias y los títulos de pilotos en 2001 y 2003, con Richard Burns y Petter Solberg, y de marcas en 1997. A lo largo de su trayectoria participó en 218 pruebas obteniendo 47 victorias, 128 podios, tres títulos de constructores (1995, 1996, 1997) y tres de pilotos (1995, 2001, 2003). Además de los citados Colin McRae, Richard Burns y Petter Solberg también compitieron con el equipo pilotos como Carlos Sainz, Juha Kankkunen, Kenneth Eriksson, Piero Liatti, Tommi Mäkinen, Ari Vatanen, Chris Atkinson, Markku Alén y Peter Bourne.

## Historia

### 1980-1989
Subaru inició sus andaduras en el mundial, con el Subaru Rally Team Japón, dirigido por Noriyuki Koseki, el fundador de Subaru Tecnica Internacional. El primer coche de Subaru que participó en el mundial fue en el Rally Safari de 1980 y desde entonces, el equipo participó en algunas pruebas con el Subaru Leone. Los pilotos en los primeros años fueron Ari Vatanen, Per Eklund, Shekhar Mehta, Mike Kirkland, Possum Bourne, José Antonio Celsi  y Harald Demuth. Con el comienzo del esfuerzo de Prodrive, el equipo compitió en paralelo, antes de fusionarse.

### 1990-1992

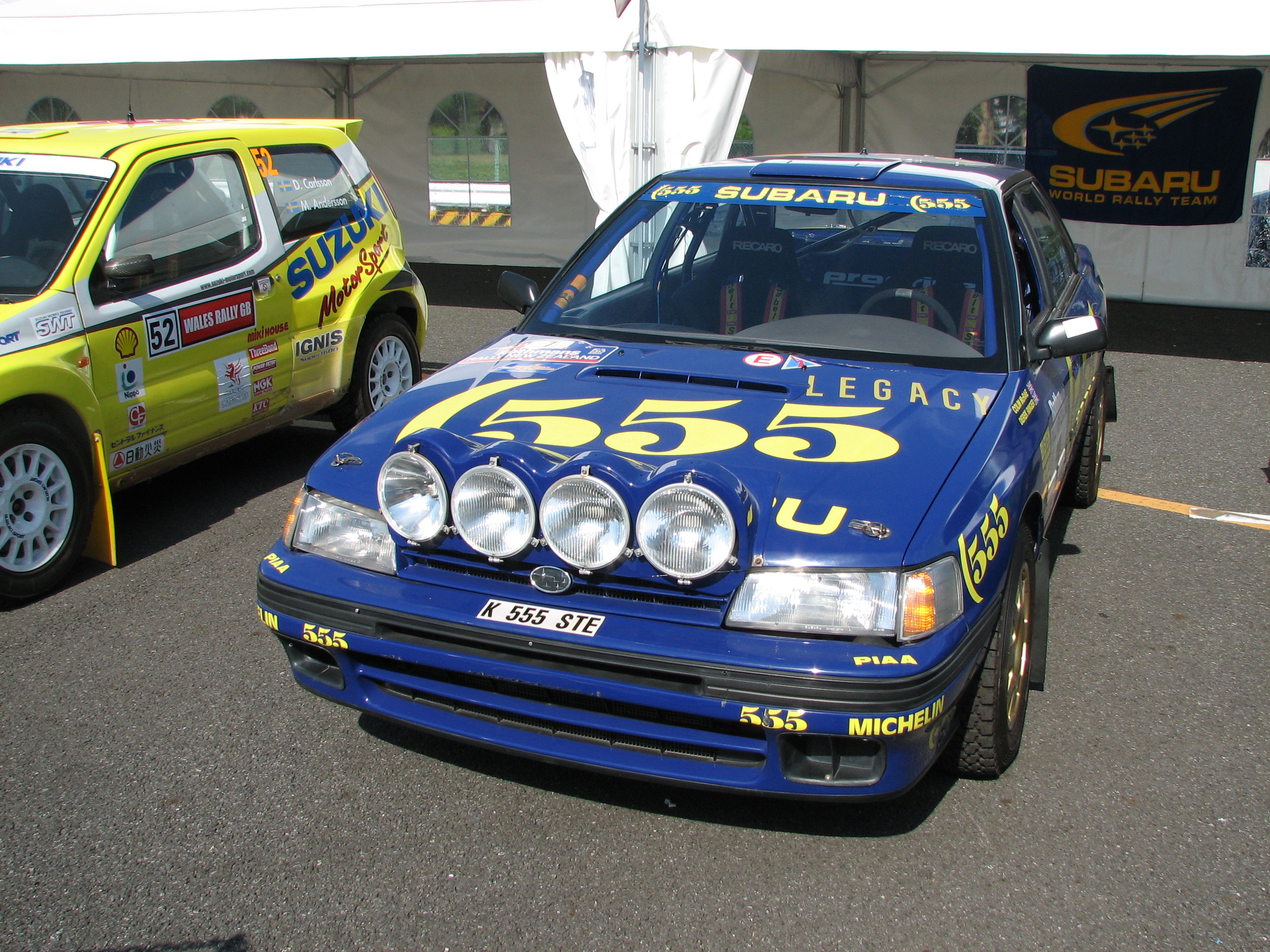
Subaru Legacy RS

Subaru entró en su primer coche desarrollado Prodrive, el Subaru Legacy RS de grupo A en la temporada de 1990, pilotado por el piloto finlandés Markku Alén. Alen quedó en el equipo tras la temporada de 1991. Sus éxitos incluyen un primer puesto en el Rally de Finlandia de 1990, y en 1991 dos primeros puestos de nuevo. Los pilotos para el año 1992 fueron, Ari Vatanen, con su copiloto Bruno Berglund y el escocés Colin McRae, con su copiloto Derek Ringer.

### 1993
En la temporada 1993, el equipo Subaru debutó con su distintivo color azul y amarillo, junto con un nuevo patrocinador, State Express 555. Ari Vatanen y Colin McRae se mantuvieron como los principales pilotos, en la temporada que McRae completó el primer año de la competición del Campeonato Mundial de Rally. Markku Alén, regresó a tiempo parcial para el equipo después de un breve paso por Toyota en 1992, y retomó terminando primero en Portugal. En el próximo evento, el Rally de Finlandia, se estrenó su nuevo coche de rally Subaru Impreza Grupo A desarrollado por Prodrive, conocido como el Impreza 555, conducido por Vatanen y Alén. Ambos demostraron que el coche era rápido, lideró durante gran parte del rally, y obtuvieron un primer y segundo puesto respectivamente. Subaru terminó primero en el campeonato de constructores. Otros pilotos también compitieron para el equipo Subaru en eventos seleccionados. Possum Bourne compitió el Rally de Nueva Zelanda y en el Rally de Australia. Piero Liatti compitió en el Rally de San Remo y el en el Rally de Gran Bretaña. Richard Burns, que más tarde se unió a SWRT, Alister McRae, hermano de Colin, también se unió al equipo para correr el Rally de Gran Bretaña. Los conductores Eklund y Hannu Mikkola condujo para el equipo en el Rally de Suecia.

### 1994-1995
En 1994, Carlos Sainz se unió al equipo con el copiloto Luis Moya, y llevó el Impreza 555 a ganar su primera victoria en el Rally Acrópolis de Grecia. Más tarde gana en Nueva Zelanda y Gran Bretaña con McRae al volante. En el campeonato de fabricantes, logró un segundo puesto, detrás de Toyota, con Sainz, que terminó en la segunda posición del campeonato, y McRae tercero. Otros conductores para el equipo Subaru en 1994, como Patrick Njiru, compitiendo en el Rally Safari, Richard Burns en el Rally Safari y Rally de Gran Bretaña, Possum Bourne en Nueva Zelanda, y Piero Liatti en el Rally de San Remo.

#### Segundo doblete
En la temporada de 1995, Sainz se mantuvo en el número 5 y McRae en el número 4. Sainz ganó en el Rally de Monte Carlo, mientras que McRae tuvo un accidente. En el Rally de Suecia, tanto Sainz, como McRae, y Jonsson, el tercer piloto para esa prueba, se retiraron con problemas en el motor. Sainz volvió a ganar en el Rally de Portugal, mientras que McRae terminó en segundo lugar. En Córcega, Sainz, McRae, y el tercer piloto Piero Liatti terminaron primero, segundo y cuarto, respectivamente. En el Rally de Nueva Zelanda, McRae logró su primera victoria de la temporada. Otros pilotos del equipo como Possum Bourne, terminó en el cuarto lugar, y Richard Burns, se retiró con un fallo mecánico. En el Rally de Australia, McRae terminó primero, Sainz se retiró después de que su radiador no aguantara, mientras que el tercer piloto, Bourne se retiró después de un accidente. En el Rally Catalunya-Costa Brava, Subaru logró un triplete en el podio, con sus tres pilotos en lo más alto, con Sainz en primer lugar, McRae segundo y Piero Liatti tercero. Tras el rallye de Catalunya, Sainz y McRae estaban empatados en puntos a falta de la última prueba de la temporada, el Rally de Gran Bretaña. McRae ganó, llevándose el primer lugar, consiguiendo su primer campeonato. Sainz terminó cerca, en segundo lugar, quedando segundo en el campeonato, y el tercer piloto Richard Burns terminó en tercer lugar, dándole al equipo una segunda final consecutiva 1-2-3. Entre Sainz y McRae, el equipo logró ganar cinco de los ocho rallyes de la temporada. Al final de la temporada, Sainz dejó a Subaru para unirse Ford.

### 1996
Para la temporada 1996, Colin McRae volvió a ser el primer piloto de Subaru. Después de su subcampeonato en el Campeonato de 1995 y la salida de Sainz del equipo, su Impreza 555 llevaba ahora el dorsal 1. A él se unieron los pilotos Kenneth Eriksson, con el dorsal 2 y Piero Liatti, con sus copilotos, Staffan Parmander y Mario Ferfoglia, respectivamente. En el primer evento de la temporada, el Rally de Suecia, McRae fue segundo, Eriksson logró el tercer puesto, y Liatti terminó quinto. El francés Didier Auriol también condujo para el equipo en Suecia, llevando el coche número tres a la séptima posición. En el Rally de Indonesia, Liatti terminó en segundo lugar, mientras que McRae y Eriksson tuvieron accidentes. La primera victoria de McRae de la temporada fue en el  Rally Acrópolis, en la cuarta ronda del campeonato. Liatti y Eriksson terminaron tercero y cuarto, respectivamente. Eriksson fue segundo y Liatti tercero en el Rally de Argentina, mientras que McRae se estrelló, con igual mala suerte en el siguiente rally, el Rally de Finlandia. Liatti no compitió en Finlandia, aunque Eriksson logró terminar en segunda posición. McRae, Eriksson y Liatti terminaron primero, segundo y cuarto respectivamente en el Rally de Australia. En San Remo, McRae logró la victoria, con Eriksson, terminando en tercer lugar. Liatti se retiró después de un fallo eléctrico. En la última ronda de la temporada, el Rally de Catalunya, McRae obtuvo una segunda victoria consecutiva. Subaru tuvo un final de 1-2 con Liatti al terminar segundo. Eriksson terminó en cuarta posición. Gracias a los podios cosechados durante toda la temporada, Subaru defendió con éxito su título de constructores, pero a McRae no le alcanzaron los puntos y Mäkinen obtuvo su primer título mundial a bordo del Mitsubishi Lancer Evo III

### 1997-1998
En el año 1997, McRae volvió a liderar el equipo, sin embargo su copiloto Derek Ringer fue sustituido por el galés Nicky Grist. Como pilotos secundarios del equipo estaban Piero Liatti y su copiloto Fabrizia Pons (por primera vez en el Rally de Monte Carlo), Olivier Burri/Christophe Hofmann y Kenneth Eriksson / Staffan Parmander (por primera vez en Suecia y Nueva Zelanda). Una vez más el equipo defendió con éxito el Campeonato de Constructores, estrenando el Subaru Impreza WRC y logrando ocho victorias en las catorce pruebas del calendario de ese año, pero McRae perdió el campeonato de pilotos ante Tommi Mäkinen por un solo punto.
En 1998 el equipo prácticamente no tuvo cambios en sus filas, aunque Jahu Kangas / Pentti Kuukkala y Kytölehto Jarno/Arto Kapanen participaron en una ronda cada uno. McRae ganó en Portugal, Córcega y Grecia, sin embargo, el mal tiempo y los fallos mecánicos dañaron al equipo, y Subaru y McRae terminaron en segundo lugar en ambos campeonatos. Al final de la temporada, McRae dejó el equipo para unirse a Ford, con la tentadora perspectiva de conducir el nuevo coche de la marca, el Ford Focus WRC.

### 1999-2001
Subaru tuvo una línea nueva de todo para la temporada de 1999, con los pilotos Richard Burns, Juha Kankkunen y Bruno Thiry. El nuevo coche, el Subaru Impreza WRC’99, contó con un control electrónico de transmisión semiautomática con un drive-by-wire del acelerador. Debido a dificultades técnicas, el equipo luchó hasta la séptima ronda de la temporada en Argentina. A partir de ahí pisó el podio en siete de los ocho eventos, con cinco victorias, tres ocasiones en las cuales fue segundo. Subaru terminó segundo en el campeonato de constructores, a tan sólo cuatro puntos de Toyota. Burns logró la victoria en Grecia, Australia y Gales(Y el subcampeonato).
Kankkunen finalizó tercero, con victorias en Argentina y Finlandia.
Burns y Kankkunen siguieron en Subaru en la temporada 2000, año en el que Petter Solberg se unió al equipo en la mitad de la temporada, concretamente en el Rallye de Francia. El equipo terminó segundo en el campeonato de constructores y Burns segundo.
En la temporada 2001, con Burns y Solberg, y con Markko Märtin y Toshi Arai  compitiendo en eventos seleccionados, Subaru volvió a ganar el Campeonato de Pilotos y constructores de la mano de Richard Burns y su copiloto Robert Reid. Al final de esta temporada Burns abandonó Subaru para competir con Peugeot.

### 2002-2003
Para la temporada de 2002, Burns fue sustituido por Tommi Mäkinen y su copiloto Kaj Lindström. Petter Solberg continuó en el equipo, y Pasi Hagstrom fue el conductor de pruebas del equipo. Mäkinen después de una dura temporada, logró ganar en Monte Carlo, y sólo fue capaz de terminar cinco eventos más durante toda la temporada. A su compañero de equipo, Solberg fue mucho mejor, terminando nueve eventos, de los cuales cinco fueron podios, incluyendo su primera victoria en el mundial, en el Rally de Gran Bretaña, en la última ronda de la temporada, además de lograr el subcampeonato.
Para la temporada 2003, la alineación de pilotos se mantuvo sin cambios respecto al año anterior. Solberg condujo el auto #7 y Mäkinen el coche #8. La temporada tuvo un mal comienzo, ya que ninguno de los pilotos lograron terminar el Rally de Monte Carlo. Solberg se anotó cuatro victorias, en Chipre, Australia, Francia, y terminó la temporada con su segunda victoria consecutiva en Gran Bretaña, asegurándose el Campeonato de pilotos, a tan solo un punto de ventaja sobre el francés Sebastian Loeb. El equipo sólo logró alcanzar el segundo lugar en campeonato de constructores, conquistado por Citroën. Al final de la temporada, Tommi Mäkinen se retiró del mundial.

### 2004-2005
En la temporada 2004, Solberg estuvo acompañado por el piloto finlandés Mikko Hirvonen y su copiloto Jarmo Lehtinen. Subaru logró consolidar el segundo lugar en el Campeonato de fabricantes, mientras que Solberg fue segundo, ganando cinco rallyes de la temporada: Nueva Zelanda, Grecia, Japón, Italia y la tercera victoria consecutiva en el Rally de Gales. Hirvonen terminó la temporada en el cuarto lugar. No volvió a firmar para la temporada 2005.
En 2005, Petter Solberg volvió a liderar el equipo, mientras que Hirvonen fue reemplazado por Chris Atkinson. El joven australiano debutó en el Uddeholm Rally de Suecia, y terminó segundo en el Rally de Japón. Petter Solberg consiguió las victorias en México y Suecia, a principio de la temporada, y terminó detrás de Sébastien Loeb, empatado en segundo lugar con Marcus Grönholm. En el campeonato de fabricantes, Subaru consiguió terminar segundo en la general, por delante del Mitsubishi y Skoda.

### 2006
Petter Solberg volvió a liderar el equipo en toda la temporada 2006, y el segundo coche pilotado por Chris Atkinson y su copiloto Glenn Macneall para eventos de grava, mientras que en asfalto fue impulsado por el expiloto Fórmula 1 Stéphane Sarrazin. El WRC ‘06 tuvo varios cambios, que prohibía varias cosas del año anterior como inyección de agua, ordenar que los equipos deben de usar de nuevo los coches y los motores en una selección de "pares" de los acontecimientos. Debido a los cambios de las reglas, el coche fue introducido en la primera ronda de la temporada.
La temporada de Subaru tuvo un mal comienzo. Solberg no pudo anotar en los dos primeros rallys debido a fallos mecánicos. Debido a los resultados, después de una década de funcionamiento del equipo, el jefe del equipo David Lapworth fue reemplazado por Paul Howarth. Hasta el tercer rally de la temporada, el Rally México, Petter no logró buenos resultados, donde terminó en segundo lugar. Consiguió otro segundo puesto en el Rally de Argentina, y otra vez en el Rally Australia. El equipo finalizó la temporada en tercer lugar, mientras que Solberg ha finalizado en cuarta posición en el campeonato. Sin embargo, el equipo solo fue capaz de lograr cuatro victorias.

### 2007
Solberg volvió a liderar al equipo para la temporada 2007, conduciendo el Impreza #7. Sarrazin dejó el equipo, quedando Chris Atkinson como el conductor número dos, piloto del coche #8. Atkinson consiguió hacerse con el segundo lugar en Montecarlo. En el Rally de Portugal, Solberg llegó en primer lugar, después de la descalificación del Ford, debido a que el cristal de sus ventanas traseras era demasiado delgado. Tras la manifestación, el copiloto de Atkinson, Glenn Macneall, que decidió dejar el equipo, fue reemplazado por Stéphane Prévot. En el Rally Acrópolis, Solberg logró alcanzar el primer puesto. Después de las vacaciones de verano, el equipo estuvo acompañado en el Rally de Finlandia por Xavier Pons. En Finlandia, Solberg tuvo que retirarse en el segundo día, después de los problemas de dirección y manipulación desastrosa que el equipo de ingenieros no fue capaz de reparar. Solberg, pese a todo, consiguió la primera posición en Irlanda, llamándolo "el rally más difícil que jamás haya hecho." En el evento final de la temporada, el Rally de Gran Bretaña, Solberg ganó la batalla por el primer puesto a Dani Sordo, llevando a Subaru al primer lugar en el campeonato de constructores . Atkinson acabó tercero.

### 2008

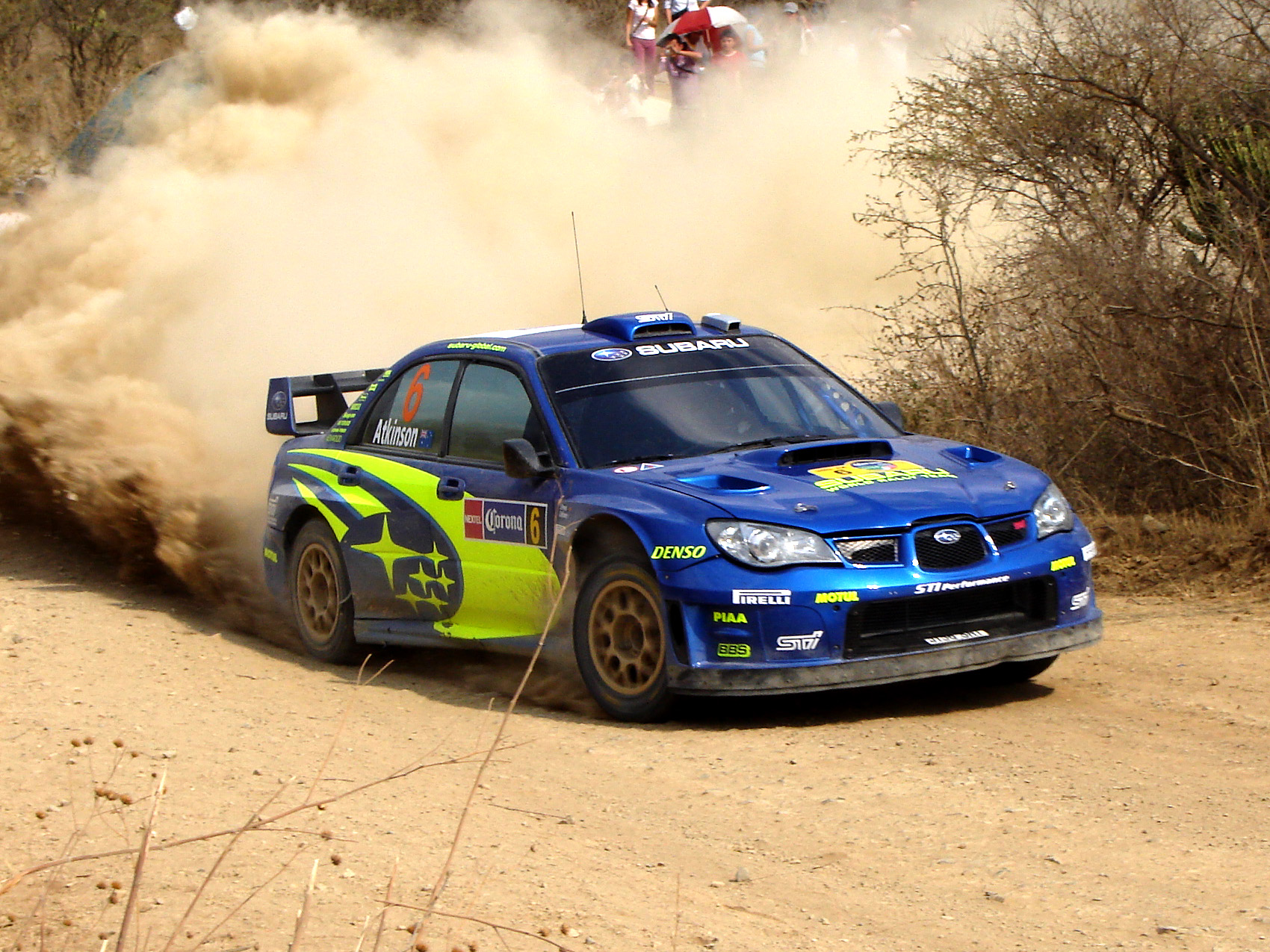
Atkinson en México.

Petter Solberg y Chris Atkinson continuaron como pilotos en la temporada 2008, mientras que Xavier Pons dejó el equipo. Con el mandato de la FIA de cambiar los neumáticos a Pirelli, hubo menos compuestos disponibles. En el primer rally de la temporada, el Rally de Montecarlo, Atkinson anotó su primer podio en asfalto, después de una reñida batalla con François Duval, mientras que Solberg finalizó en tercera posición. En el Rally de Suecia, Solberg terminó en primer lugar, mientras que Atkinson finalizó en 21º posición tras un trompo en tercer tramo, que le costó más de 15 minutos. Inmediatamente después, el equipo realizó unos test en España, como preparación para el Rally México, la última prueba con el Impreza WRC’07. En México, Atkinson quedó en primer lugar de nuevo, mientras que Solberg tuvo que retirarse en el segundo día después de un fallo en su eje de transmisión delantero izquierdo y continuó gracias bajo la normativa SuperRally el domingo, terminando finalmente segundo pese a todos los problemas. El equipo consiguió acabar en segunda posición en el campeonato de pilotos y de constructores.

#### Retirada del WRC
El 16 de diciembre de 2008, la casa japonesa Subaru anunció por medio de un comunicado su retirada del Campeonato del Mundo de Rally. La noticia se produjo tan solo veinticuatro horas después del abandono de Suzuki. Con la retirada de ambos equipos, sólo quedaron dos constructores para disputar el Mundial en 2009: Citroën y Ford.

"Esta repentina decisión es una respuesta a la crisis económica que afecta a toda la industria del automóvil. Después de 20 años en este deporte en los que la escudería Prodrive ha hecho correr los Subaru, consiguiendo siete títulos mundiales no solo es una mala noticia para Subaru y el equipo, sino para millones de aficionados a los rallys".[cita requerida]

La retirada de Subaru y Suzuki responde a la profunda crisis económica que afectaba al sector del automóvil. En la Fórmula 1 también se retiró Honda, y podría hacer lo mismo en el mundial de motociclismo.
Ikuo Mori, director ejecutivo de Fuji Heavy Industries, que se encarga de la construcción de los Subaru, explicó las causas de la retirada:

"El entorno de nuestro negocio ha cambiado dramáticamente por el rápido deterioro de la economía mundial. Debemos abandonar la actividad en el Mundial de Rallys para optimizar los recursos y fortalecer la marca Subaru".[cita requerida]

## Vehículos
Aunque Subaru ha participado en el mundial con el Legacy, el principal vehículos ha sido el Subaru Impreza, primeramente en la versión Grupo A, denominado Impreza 555, que recibía ese nombre debido al principal patrocinador, y más tarde la versión World Rally Car, con sus diferentes evoluciones que ha sufrido hasta el año 2008.
- Subaru Legacy RS
- Subaru Impreza 555
- Subaru Impreza WRC